# Canis lupus youngi
Canis lupus youngi és una subespècie extinta del llop (Canis lupus), que fou classificada com a tal l'any 1937 pel biòleg Edward A. Goldman.

## Descripció
- Mida mitjana-gran (similar a Canis lupus irremotus).
- Feia entre 122 i 152 cm de llargària.
- Pesava una mitjana de 40,5 kg, tot i que n'hi havia exemplars que podien arribar a 56 kg.
- Tenia un pelatge clar semblant a Canis lupus nubilus.[2]

## Distribució geogràfica
Es trobava a tota l'àrea de les muntanyes Rocoses des del nord de Utah i el sud de Wyoming fins a l'oest de Colorado i el nord d'Arizona i de Nou Mèxic, encara que també n'hi havia poblacions més reduïdes i disperses a Nevada i el sud de Califòrnia.

## Extinció
Es va extingir l'any 1935 a causa de la caça excessiva i dels paranys amb verí.